# Reseda barrelieri
Reseda barrelieri é uma espécie de planta com flor pertencente à família Resedaceae. 
A autoridade científica da espécie é Bertol. ex Müll. Arg., tendo sido publicada em DC., Prodr. 16(2): 557 (1868).

## Portugal
Trata-se de uma espécie presente no território português, nomeadamente os seguintes táxones infraespecíficos:
- Reseda barrelieri var. barrelieri - presente em Portugal Continental. Em termos de naturalidade é endémica da Península Ibérica. Não se encontra protegida por legislação portuguesa ou da Comunidade Europeia.